# 花鸟山岛

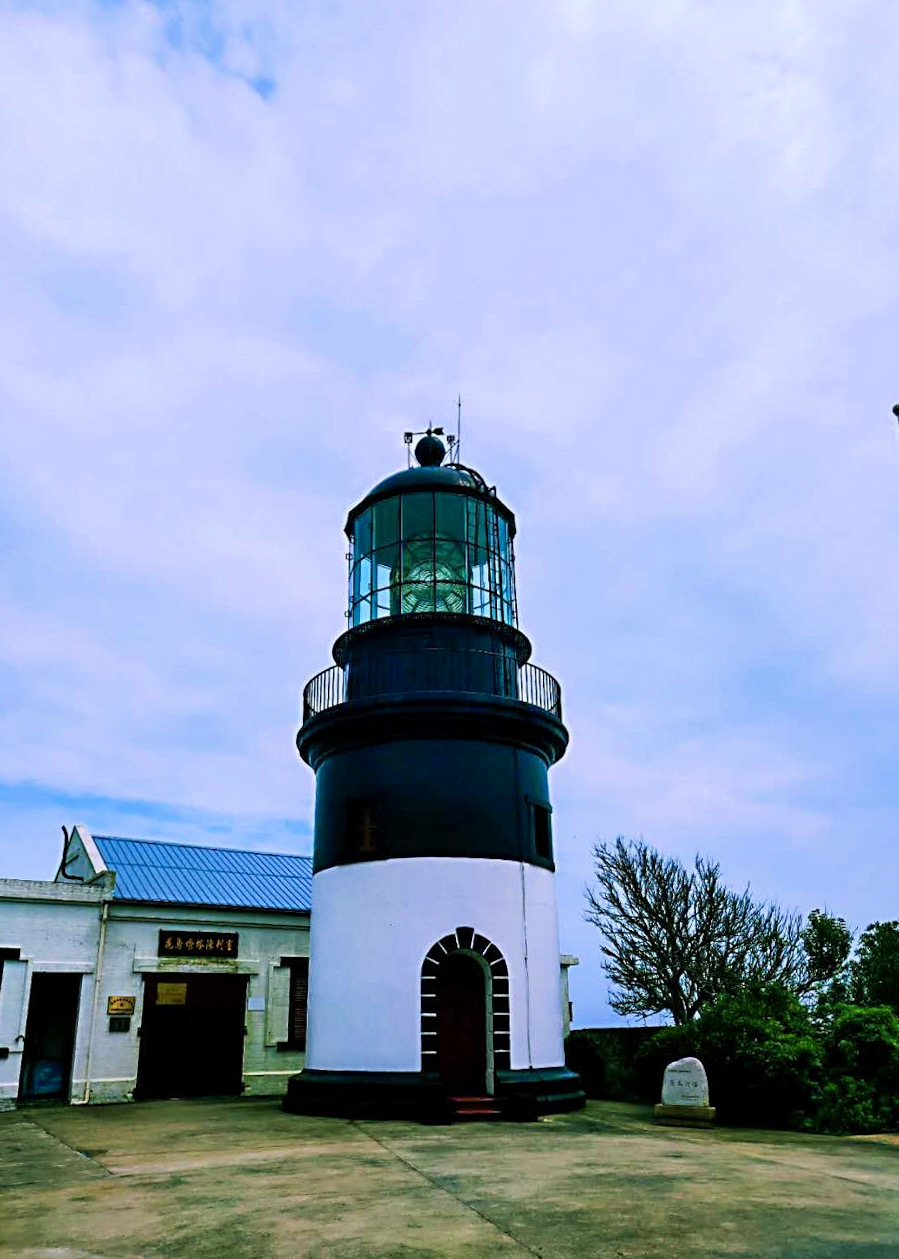
花鸟灯塔

花鸟山，或称花鳥島，是舟山群岛最北的一座岛屿，位于北纬30度51分，东经122度40分。行政上设立花鸟乡和花鸟社区，属于浙江省舟山市嵊泗县。因多生菊花、水仙花，岛形呈飞鸟状而得名。岛上有清代建立的花鸟灯塔，时为远东最大的灯塔。2021年，花鳥島被評為国家4A级旅游景区。